# Juraj Hatrík
Juraj Hatrík (* 1. května 1941 Orkucany, dnes součást Sabinova – 21. května 2021) byl slovenský hudební skladatel, pedagog a teoretik.

## Život
V letech 1955–1958 studoval skladbu soukromě u Alexandra Moyzese. Ve studiu u téhož pedagoga pak pokračoval na Vysoké škole múzických umění v Bratislavě. Vedle toho studoval teorii hudby a estetiky u O. Ferenczyho. Po absolvování VŠMU učil dva roky na konzervatoři v Košicích. V roce 1965 se na VŠMU vrátil, nejprve jako aspirant a od roku 1968 jako odborný asistent na Katedře hudební teorie.
Z politických důvodů musel v roce 1971 nejen ukončit pedagogickou činnost, ale byl i vyloučen ze Svazu slovenských skladatelů. V letech 1972–1990 pracoval v administrativě Hudobního informačního střediska Slovenského hudobního fondu. V roce 1990 byl rehabilitován a vrátil se na Vysokou školu múzických umění. V roce 1991 se stal docentem a v roce 1997 byl jmenován profesorem. V letech 1995–1999 působil na Katedře hudobní výchovy Pedagogické fakulty UKF v Nitře, v letech 1997–1998 na Katedře hudební výchovy Fakulty humanitních a přírodních věd Prešovské univerzity a v letech 2000–2011 na univerzitě v Žilině. Na školní rok 2013–2014 se vrátil do Bratislavy na VŠMU.
Byl zakladatelem a předsedou Asociácie učiteľov hudby Slovenska. Zavedl pravidelné semináře pro učitele nazvané „Pedagogická dvorana“. Dětem také věnoval velkou část své hudební tvorby.
Na návrh Rady riaditeľov bratislavských základných umeleckých škôl byl 22. dubna 2016 vyznamenán Cenou primátora Bratislavy.

## Dílo

### Scénická díla
- Adamove deti (Sedem scénických madrigalov na texty slovenských ľudových prísloví, úsloví a porekadiel pre dva soprány, dva alty, dva tenory a dva basy s dirigentom pri klavíri, 1974 1974, rev. 1988–1991)
- Janko Polienko (Scénická hra pre dva detské zbory, detské sólo a dvoch dospelých sólistov a cappella, 1976)
- Mechúrik Koščúrik s kamarátmi (Rozprávka, 1980)
- Turčan Poničan (Humoreska pre detský zbor, recitátora, klavír a bicie nástroje, 1985)
- Statočný cínový vojačik (Spevohra na motívy rozprávky H. Ch. Andersena, 1993–1994)
- Balady o dreve (Hudobno-scénický projekt na motívy rozprávky M. Ďuríčkovej Janko Polienko poviedky A. P. Čechova Rotschildove husle a novely R. Bradburyho A tak zomrela Riaboutschinska, 2003)
- Legenda o breze (Spevohra pre deti a mládež, 2012–2013)
- Šťastný princ (Opera v ôsmich obrazoch, libreto skladateľ podľa Oscara Wilda, 1977–1978)
- Western Story (O neposlušnej Cindy. Malý hudobný western na melódie a motívy 22 známych amerických ľudových piesní, 2004)

### Orchestrální skladby
- Symfonietta (1962)
- Da capo al fine (Spev o ľudskom živote. Symfonická poéma, 1972)
- Symfónia č. 1 "Sans Souci" (1979)
- Litánie okamihu (symfonická báseň pre veľký orchester, 2000)
- Sabinovská fanfára (1998)
- Tri venovania (Triptych na texty Františka Bábelu pre alt (mezzosoprán), bas a komorný orchester, 2008)
- Domov sú ruky, na ktorých smieš plakať (Kantáta pre recitátora, tenor sólo, miešaný zbor a orchester, text Miroslav Válek, 1967)
- Vyletel vták (Cantata profana pre sóla, miešaný zbor a komorný orchester, 1975)
- Poď sa so mnou hrať! (1982)
- Symfónia č. 2 "Victor" pre tenor, miešaný zbor a veľký orchester (1986–1987)
- Schola ridicula (Žartovná škola. Kantáta pre detský zbor a orchester na autentické textové nonsensy zo školských lavíc. 1989)
- Tri akvarely podľa Lundkvista pre komorný zbor, čembalo a 13 sláčikových nástrojov (2005–2006)
- Vodný orloj pre flautu, harfu, mezzosoprán a sláčikový súbor (2014)
- Zátišia s husľami (10 skladieb pre husle a sláčikový komorný orchester, 1984)
- Monumento malinconico (1964)
- Concertino in modo classico pre klavír a orchester (1967)
- Dvojportrét pre orchester (1970)
- Ecce quod Natura (Koncertná fantázia pre klavír a orchester, 2001–2002)
- Ikaros. (Koncertantná poéma pre husle a veľký orchester, 2010–2011)
- Concerto grosso facile pre husle, violončelo, klavír a sláčikový orchester (1966)

### Scénická a filmová hudba
- Martin Jonáš (1973)
- Roľnícka práca včera a dnes (1975)
- Tiché výkriky (1987)

Kromě toho komponoval komorní hudbu, písně a sbory